# Вестмале (сирене)
 Тази статия е за сиренето Вестмале.  За бирата със същата марка вижте Вестмале (бира).  
Вестмале (на нидерландски: Westmalle Abdij kaas) е белгийско полутвърдо сирене от краве мляко.
Сиренето се прави от монасите в траписткото абатство Вестмале в селището Вестмале, община Мале, окръг Антверпен, провинция Антверпен, Северна Белгия. Абатството е част от Ордена на цистерцианците на строгото спазване.
Westmalle е трапистко сирене направено от непастьоризирано сурово краве мляко от собствената абатска кравеферма. То е полутвърдо, леко солено, с хомогенна структура.
Производството се извършва по най-естествения възможен начин, без пастьоризиране, без консерванти, оцветители и добавки. Сиренината се пресова в правоъгълни форми и се потапя в саламура. Сиренето зрее в продължение на 4 седмици при температура между 13 и 15 °C. То се произвежда в ограничени количества и се продава единствено на входа на манастира и в "Trappisten Café" до абатството. 
Сиренето се продава с марката Westmalle и носи логото „Автентичен трапистки продукт“ на „Международната трапистка асоциация“ (ITA), което гарантира, че продуктът е произведен в трапистко абатство от или под контрола на монасите.